# La Coudre (Neuchâtel)
Pour les articles homonymes, voir La Coudre.
La Coudre est une ancienne commune de Suisse.

## Étymologie
La première mention du lieu-dit « La Coudre » remonte à 1143. L'endroit tire très probablement son nom du coudrier, ancienne appellation des noisetiers qui sont présents en grande quantité dans la région. En effet, le territoire de la Coudre a été longtemps un lieu de culture de vignes et de vergers, souvent en lien avec l'abbaye de Fontaine-André qui se situe au nord-est du village.

## Histoire
Depuis les temps romains, La Coudre est traversée par la Vy d'Etraz, importante voie de commerce longeant la côte nord du lac de Neuchâtel et qui reliait Eborudunum (Yverdon) à la plaine de Wavre jusqu'à Petinesca (Studen) permettant alors de rejoindre soit Aventicum (Avenches) soit Salodurum (Soleure).
Les 2 bâtiments les plus vieux se trouvent le long de la rue de la Dîme. Ceux-ci datent de 1607. Dans l'un d'eux se trouve depuis toujours le restaurant de La Grappe. Dans le bâtiment voisin, les demoiselles de Pury logeaient dans un appartement attenant.
Le 1er janvier 1930, la commune de La Coudre fusionne avec celle de Neuchâtel.
C'est à partir des années 1950 que les vignes et les vergers disparurent partiellement au profit des nouvelles habitations. Le quartier de la Vy d'Etraz en est un bon exemple, au début des années 1970 on pouvait encore y voir des murets, des portes, des bacs en pierre prouvant qu'il y avait eu de nombreuses vignes.
Une première école, construite en 1887 fut détruite en 1972 pour être remplacée par deux nouveaux bâtiments, le collège primaire du Crêt-du-Chêne et le collège de Sainte-Hélène qui a abrité quelque temps la haute école de gestion, filière de la haute école spécialisée (HES-SO). Aujourd'hui le bâtiment est utilisé par l'ISN (International School Of Neuchâtel).

## Patrimoine bâti

### Temple de La Coudre

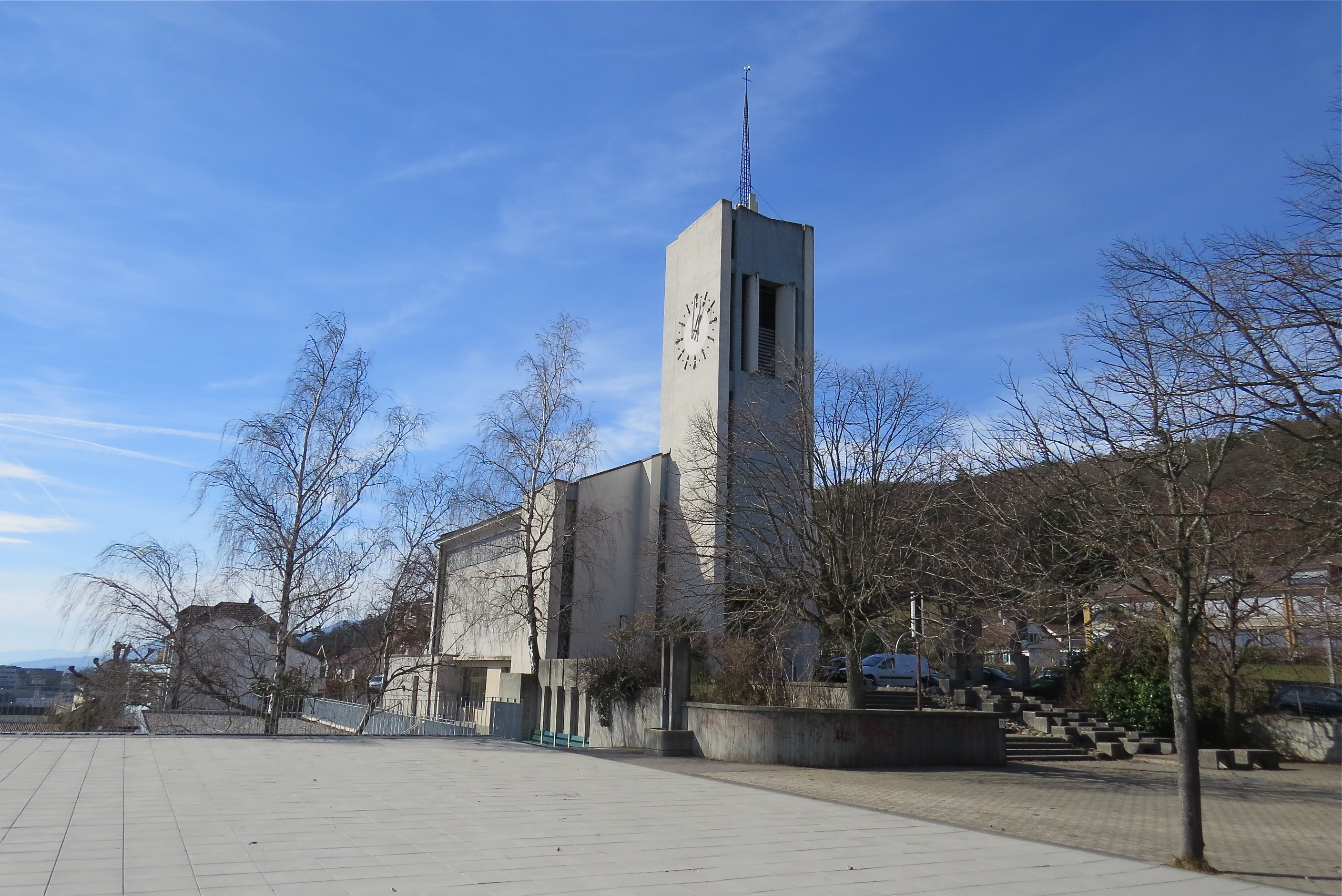
Vue du temple depuis le sud-est en 2017.

Le temple de La Coudre est construit en 1956-1957 par les architectes Jacques  et Jean-Louis Béguin, en remplacement d’une petite chapelle en bois édifiée en 1948 à la Vy-d'Etraz. Par son emplacement, l’édifice constitue un repère visuel majeur.
Usant des propriétés plastiques du béton armé, les architectes ont créé une enveloppe architecturale aux multiples déboîtements, permettant l’insertion de fentes lumineuses. Le clocher-porche participe de ce jeu des pleins et des vides, se terminant par une flèche métallique. Abondamment éclairés par les vitraux du peintre André Siron, les espaces intérieurs sont d’une grande sobriété, une simplicité que l'on retrouve dans le mobilier liturgique en béton (chaire, table de communion et fonts baptismaux), ainsi que dans les lignes de la croix monumentale et des bancs en bois. Une galerie en porte-à-faux accueille les orgues et quelques places supplémentaires,.

## Transports
La Coudre est la station de départ du funiculaire montant à Chaumont. Le funiculaire lui-même est exploité par les Transports publics neuchâtelois et fonctionne toute l'année. Il a fait il y a quelques années l'objet de débat sur sa suppression et l'association Profuni a été créée pour sa sauvegarde. Depuis sa rénovation, il fait partie des attractions touristiques réputées de Neuchâtel.
La Coudre est reliée à Neuchâtel par le bus no 107.

## Vie locale
La société de gymnastique de La Coudre a compté parmi ses membres Jean-Pierre Egger, ancien champion suisse du lancer du boulet devenu entraîneur du champion international du lancer du boulet Werner Günthör puis préparateur physique de l'équipage d'Alinghi, vainqueur de la Coupe de l'America. Le village a également compté des joueurs de football et de basket de niveau national.

## Sources
- Edouard Quartier-la-Tente, Le canton de Neuchâtel, revue historique et monographique des communes du canton : Le district de Neuchâtel, vol. 3, Neuchâtel, éditions Attinger Frères, 1901, p. 130-152
- Jean Courvoisier, Les monuments d'art et d'histoire du canton de Neuchâtel : Les districts de Neuchâtel et de Boudry, t. 2, Bâle, éditions Birkhäuser, 1963, 476 p. (lire en ligne)

### Fonds d'archives
- Les archives de l'ancienne commune de La Coudre sont conservées aux Archives de la Ville de Neuchâtel.